# Spaniocentra stictoschema
Spaniocentra stictoschema là một loài bướm đêm trong họ Geometridae.